# كأس السوبر الأوروبي 2006
كأس السوبر الأوروبي 2006 جمعت نسخة 2006 في بطولة كأس السوبر الأوروبي ناديً برشلونة الإسباني الفائز بلقب دوري أبطال أوروبا سنة 2006 و مواطنة الإسباني نادي إشبيلية المتوج بلقب دوري أوروبا سنة 2006 ،إقيمت المباراة في إمارة موناكو صيف عام 2006 ، وتمكن نادي إشبيلية من الفوز باللقب بعد الفوز بنتيجة 3-0 .

## التفاصيل

### مباراة الذهاب
| برشلونة             | 0–3      | إشبيلية                                                            |
| ------------------- | -------- | ------------------------------------------------------------------ |
| المدرب فرانك ريكارد | التفاصيل | ريناتو 7' · كانوتيه 45' · ماريسكا 89'(ر.ج) · المدرب · خواندي راموس |

| برشلونة | إشبيلية |